# Jardim do Caracol da Penha
O Jardim do Caracol da Penha é um jardim localizado nas freguesias de Arroios e Penha de França em Lisboa.
O seu acesso faz-se, a Norte, pela Rua Marques da Silva e, a Sul, pela Rua Cidade de Cardiff. 
Conta com um campo de basquete, horta comunitária, um pequeno bosque, zona de piqueniques, parque infantil e miradouro. 
Inaugurado a 27 de Julho de 2023, pelo Presidente da Câmara de Lisboa, Carlos Moedas, é o resultado do projeto vencedor do Orçamento Participativo de 2016. O nome do jardim é uma referência à anterior denominação da Rua Marques da Silva.
Está aberto, todos os dias, das 7h às 21h no horário de Verão e das 8h às 20h no horário de Inverno. 